# سیارک ۶۵۶۷۵
سیارک ۶۵۶۷۵ (به انگلیسی: 65675 Mohr-Gruber، نامگذاری:1989AG6) شصت و پنج هزار و ششصد و هفتاد و پنجمین سیارک کشف شده‌است که در ۱۱ ژانویه ۱۹۸۹ کشف شد.